# Rivolta di Khost (1912)
La rivolta di Khost del 1912 fu una rivolta che avvenne nella città di Khost, in Afghanistan, organizzata da diverse tribù locali contro il governo di Habibullah Khan.
La rivolta scoppiò formalmente a causa della "rapacità degli esattori" di Muhammad Akbar Khan, locale governatore del distretto di Khost. La rivolta, che venne guidata da Jehandad Khan, ebbe inizio il 2 maggio 1912, quando le tribù Mangali e Jadran di Khost insorsero ed a loro si unirono varie guarnigioni isolate, che insieme assediarono Muhammad Akbar nella città di Matun. A fine maggio agli insorti si unì la tribù dei Ghilzai. Rendendosi pienamente conto dell'imminente pericolo di una rivolta generale, l'emiro Habibullah inviò Muhammad Nadir Khan a reprimere la ribellione. Oltre alla fanteria regolare, Nadir ebbe il supporto dei tagichi che erano in contrasto con i ribelli. Nel British Raj, agli uomini del distretto di Kurram venne impedito di entrare in Afghanistan per portare aiuto ai rivoltosi.
Muhammad Akbar riuscì a liberarsi dell'assedio. Dalla fine di maggio, Nadir aveva costretto i ribelli ad una tregua, e Jehandad Khan era fuggito nei territori del British Raj, dove cercò di guadagnarsi il supporto degli inglesi senza successo. Il 13 giugno, la rivolta venne dichiarata soppressa, ed i negoziati di pace iniziarono in quello stesso mese. I negoziati si interruppero e nel giugno del 1912 ripresero i combattimenti che terminarono poi il 14 agosto 1912, quando i ribelli vennero definitivamente accerchiati e costretti alla resa, anche se dopo alcune concessioni da parte del governo afghano come ad esempio la rimozione di Muhammad Akbar Khan e la sostituzione con un nuovo governatore, Dost Muhammad. L'inaspettata decisione di Habibullah di mostrare clemenza nei confronti dei ribelli rientrava nel suo desiderio di conciliare le diatribe interne al paese come aveva fatto il suo predecessore, nella speranza che questi avrebbero così potuto sostenerlo nel suo tentativo di occidentalizzazione e progresso dell'Afghanistan.